# Platysoma completum
Platysoma completum är en skalbaggsart som beskrevs av Sylvain Auguste de Marseul 1870. Platysoma completum ingår i släktet Platysoma och familjen stumpbaggar. Inga underarter finns listade i Catalogue of Life.